# Quercus sororia
Quercus sororia — вид дубів, що росте в Мексиці.

## Морфологічна характеристика
Дерево від 8 до 15 метрів у висоту, з діаметром стовбура від 20 до 50 см. Молоді гілочки безволосі. Листки 4.4–15 × 1.2–4.6 см, ланцетні, еліптичні чи частіше довгасті, безволосі, сірувато-зелені; край цільний, чи віддалено лопатевий чи городчатий. Жолудь поодинокий, з товстою чашечкою.

## Поширення
Зростає в Мексиці (Дуранго, Герреро, Халіско, Мексика, Мічоакан, Морелос, Наяріт, Оахака, Сіналоа). Росте на висотах 1000–2300 метрів.
Зустрічається в місцях з високою вологістю навколишнього середовища, таких як проміжні дубово-соснові ліси та мезофільні ліси.

## Використання
Використовується як дрова та як будівельний матеріал, як правило, для стовпів огорожі.

## Загрози
Перебуває під загрозою прискореної трансформації середовища проживання міських поселень і сільськогосподарських культур.